# کوه ساورداغ
کوه ساورداغ (به انگلیسی: Sourdough Mountain) یک کوه در ایالات متحده آمریکا است که در واشینگتن واقع شده‌است. کوه ساورداغ ۱٬۸۶۲٫۶۶ متر بالاتر از سطح دریا واقع شده‌است.